# Serieåret 1995

## Händelser

### Januari
- 5 - Serien Berglins har premiär i Svenska Dagbladet.

### Oktober
- Oktober - Sista numret av Eastman and Laird's Teenage Mutant Ninja Turtles, volym 2 publiceras och heter "The Final Battle".[1]

### December
- 31 - I USA avslutar Bill Watterson serien Kalle och Hobbe efter tio år.

### Okänt datum
- I Sverige läggs serietidningen Galago ner.[2][förtydliga]

## Pristagare
- 91:an-stipendiet: Patrik Norrman
- Adamsonstatyetten: Max Andersson, Scott Adams
- Galagos Fula Hund: Anna Fiske
- Unghunden: Peter Madsen, Henning Kure, Per Vadmand och Hans Rancke-Madsen
- Urhunden för svenskt album: "Vakuumneger" av Max Andersson
- Urhunden för översatt album: "1945" (När Kriget Kom 5) av Niels Roland, Morten Hesseldahl och Henrik Rehr (Danmark)

## Utgivning

### Album
- Belle Starr (Lucky Luke)[3]
- Bert - Don Juan i tomteluvan[4]
- Eva & Adam - Kramsnö och julkyssar[5]
- Budbäraren (Ratata)[6]
- Vid Rosa Bäverns flod (Lucky Luke)[7]
- Bêtisier, Vol. 3 (Ratata)[6]

### Fotnoter
1. ↑  ”The Final Battle”. Mirage Comics. Oktober 1993. http://miragelicensing.com/comics/mirage/volume02/13/13.html. Läst 18 mars 2012.
2. ↑  Swecomics
3. ↑  ”Lucky Luke på svenska”. Arkiverad från originalet den 11 november 2014. https://web.archive.org/web/20141111004811/http://www.visit.se/~dampgrodan/album_kronolog.html. Läst 12 mars 2011.
4. ↑  ”Seriesamlarna”. Arkiverad från originalet den 20 maj 2011. https://web.archive.org/web/20110520024942/http://www.seriesam.com/cgi-bin/guide?s=BERTS+DAGBOK+(1992). Läst 11 mars 2011.
5. ↑  Seriesamlarna
6. 1 2  ”Lucky Luke på svenska”. Arkiverad från originalet den 25 maj 2012. https://archive.is/20120525100929/http://www.visit.se/~dampgrodan/album_Ratas.html. Läst 12 mars 2011.
7. ↑  ”Lucky Luke på svenska”. Arkiverad från originalet den 4 mars 2016. https://web.archive.org/web/20160304102214/http://www.visit.se/~dampgrodan/album_luckykid.html. Läst 12 mars 2011.